# Dendrogale melanura
Dendrogale melanura là một loài động vật có vú trong họ Tupaiidae, bộ Scandentia. Loài này được Thomas mô tả năm 1892.